# C10H18S
化学式C10H18S（摩尔质量：170.3 g/mol）可以指：
- 圆柚硫醇（硫代松油醇） 不指定异构CAS编号：71159-90-5 ，R构型CAS编号：83150-78-1
- 硫代香叶醇（香叶硫醇），CAS号：39067-80-6
- 二叔丁基乙烯硫酮，CAS号：16797-75-4
- 二环戊基硫醚，CAS号：1126-65-4
- 硫代薄荷酮（薄荷硫酮），CAS号：78357-19-4
- 硫代桉树脑，CAS号：5718-74-1
- 桉叶硫醚，CAS号：5718-75-2

|  | 这个同类索引页列出了具有相同分子式的化学物（即同分異構體）条目。 除非您是有意链接至本页，否则应将相应条目的内部链接指向正确的条目。 |